# Eurema sarilata
Eurema sarilata är en fjärilsart som först beskrevs av Semper 1891.  Eurema sarilata ingår i släktet Eurema och familjen vitfjärilar. Inga underarter finns listade i Catalogue of Life.